# Mc chris

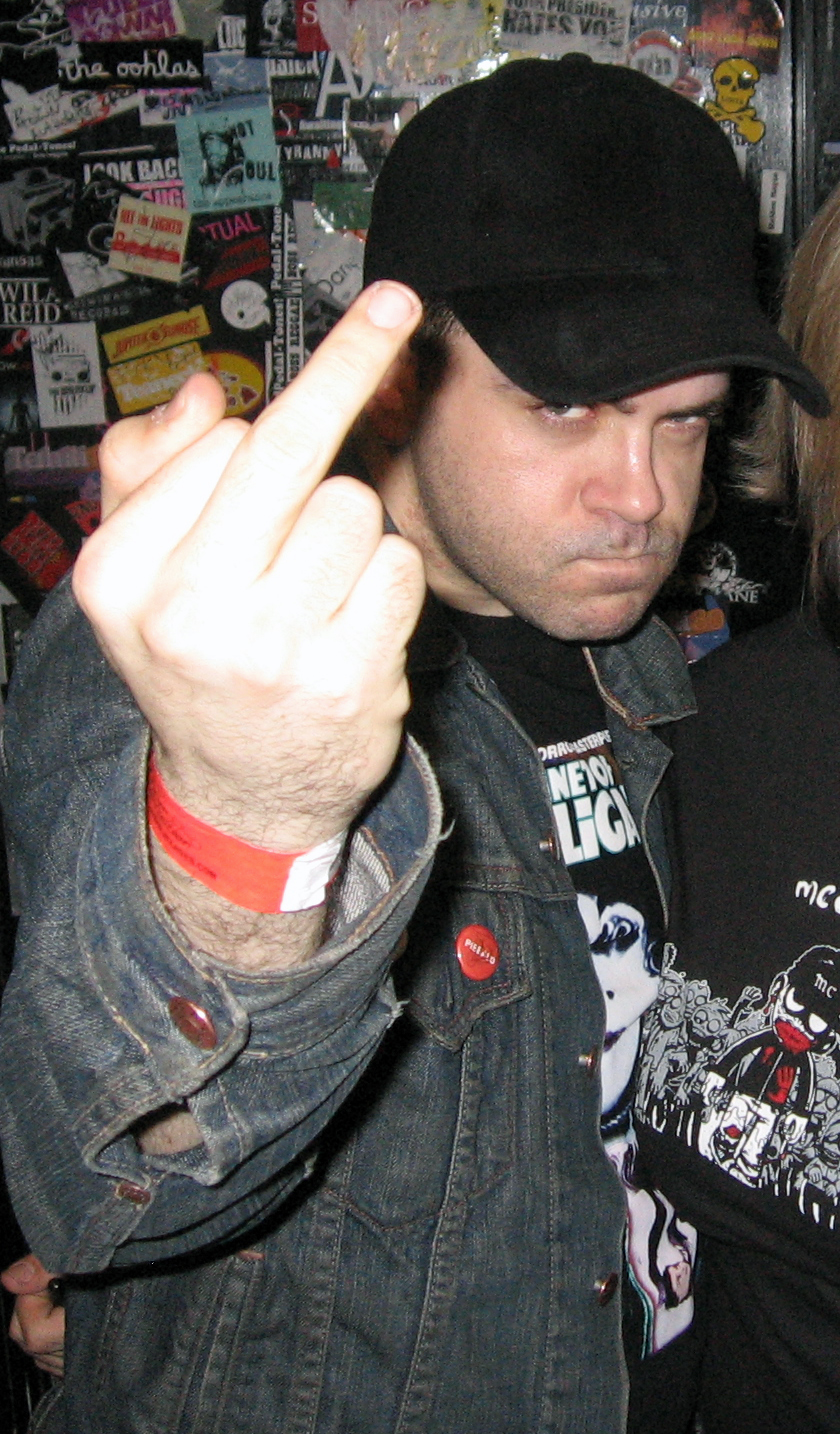
mc chris (2008)

Christopher Brendan Ward IV (* 2. September 1975 in Libertyville, Illinois) ist ein unter dem Künstlernamen mc chris bekannter amerikanischer Rapper und Synchronsprecher. Seine Musik wird oft mit dem Genre Nerdcore assoziiert, da sich die Texte oft um Themen aus der Gamingszene oder Star Wars drehen, er selbst nennt seinen Stil jedoch nur "mc chris music".

## Karriere
Mc chris hat früher als Synchronsprecher und Schreiber für Adult Swim und die Brak Show gearbeitet, bevor er seine musikalische Laufbahn startete. 2001 veröffentlichte er sein erstes Album "Life's a Bitch and I'm her Pimp" (wie auch seine Späteren von Ward selbst veröffentlicht und nicht an ein Label gebunden) das durch die Verwendung seines vermutlich bekanntesten Tracks "fett's vette" im Film Zack and Miri Make a Porno 2008 einen größeren Bekanntheitsgrad erreichte. Seit 2004 arbeitet er auch wieder für Adult Swim.

## Diskografie
Studioalben
- Life's a Bitch and I'm Her Pimp (2001)
- Knowing Is Half the Hassle (2003)
- Eating's Not Cheating (2004)
- Dungeon Master of Ceremonies (2006)
- mc chris is dead (2008)
- mc chris Goes to Hell (2010)
- Marshmellow Playground (2011)
- Race Wars (2011)

EPs
- Part Six Part One (2009)
- Part Six Part Two (2009)
- Part Six Part Three (2009)

Zusätzlich veröffentlichte er auf seiner Homepage einige gratis herunterladbare Remix- und Mashup-Alben:
- mc chris is dead remixes volume 1
- mc chris is dead remixes volume 2
- mc chris is dead remixes volume 3
- Back Catalog
- apple tummy
- resix